# Мувінг

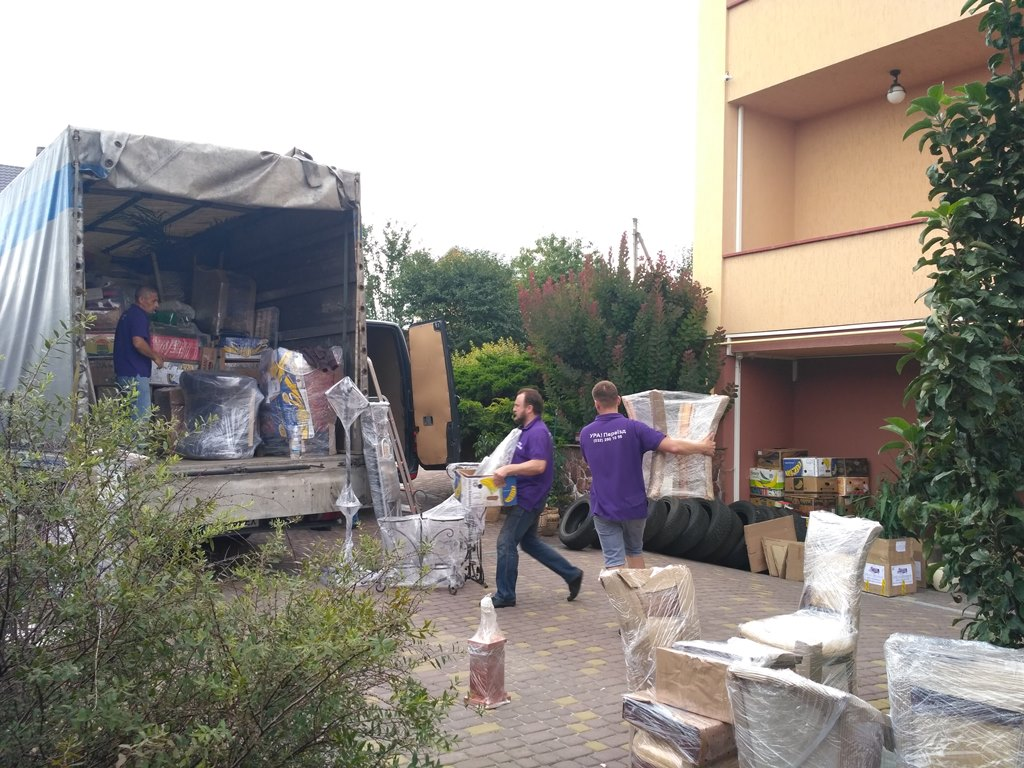
Переїзд, Львів, 2017

Му́вінг (від англ. moving — «переїзд») — організація процесу перевезення і зберігання речей під час переїзду (квартирного, офісного, будинкового, дачного тощо), власне надання клієнту на платній основі послуг переїзду.
Комерційна організація, основною метою якої є надання транспортних та інших супутніх послуг, називається мувінговою. Такі компанії спеціалізуються на переїздах і транспортуванні майна замовників.
Головна різниця від транспортних чи логістичних компаній полягає в тому, що останні надають послуги, спрямовані на перевезення товарно-матеріальних цінностей замовника, не надаючи послуг із завантаження/розвантаження, пакування/розпакування майна.

## Мувінгові послуги й засоби виробництва

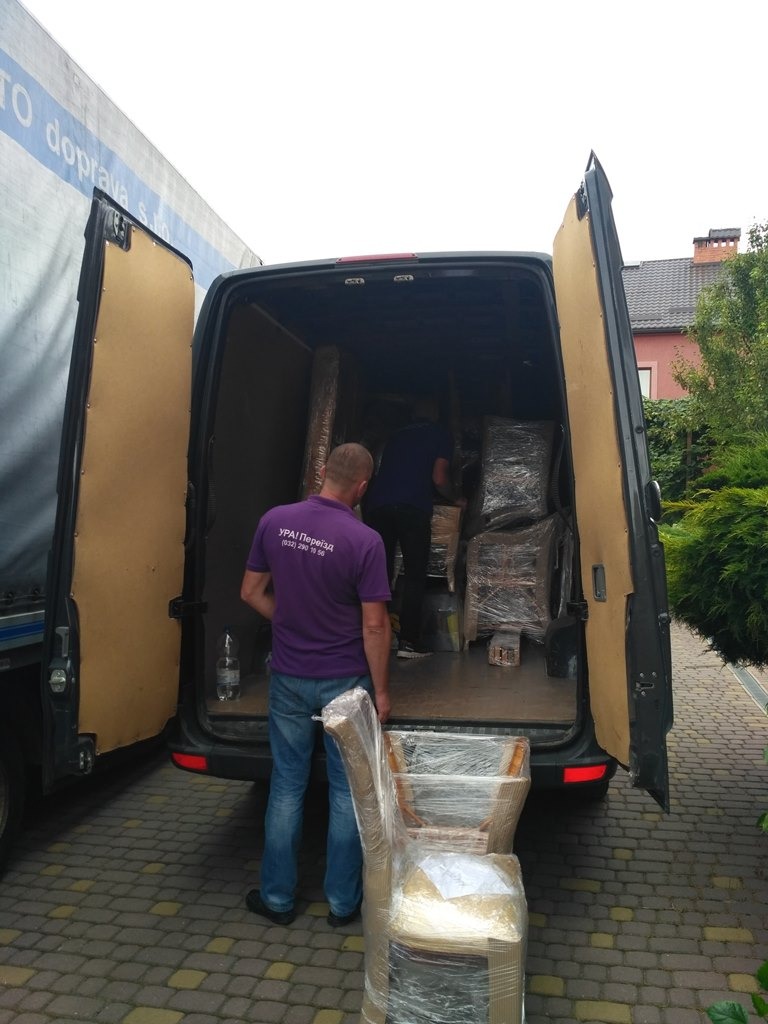
Співробітник мувінгової компанії завантажує речі до авто

Мувінг не передбачає стандартизації перевозимого вантажу, як це відбувається зазвичай в роботі транспортних і логістичних компаній (піддоно-місце, тона-кілометр, кубо-палета), тому оплата мувінгових послуг переважно здійснюється, виходячи з тривалості і/або відстані переїзду. Через останній чинник мувінгові компанії часто бувають локальними, тобто здійснюють комерційну діяльність на певній території (найчастіше велике місто й околиці, прилегла місцевість).
Мувінгові компанії надають як стандартний пакет послуг, так і додатковий.
Стандартний пакет послуг включає: виїзд фахівця, оцінку вантажу, час і дату проведення робіт, розбирання і упаковку вантажу з наданням пакувального матеріалу, маркування вантажу, вантаження і транспортування спецтранспортом, вивантаження із занесенням вантажу в приміщення, розпаковування і прибирання пакувального сміття.
Багато компаній пропонують своїм клієнтам додаткові послуги, а саме: страховку, охорону вантажу, що транспортується, GPS-контроль у реальному часі, складське зберігання вантажів, смс-повідомлення (або інформування в інший спосіб) про остаточну вартість замовлення.
Мувінгові компанії мають в своєму штаті фахівців, які не лише фахово здійснять мувінг (вантажників, пакувальників, водіїв тощо), а й допоможуть клієнтові отримати вичерпну інформацію з різних питань про надані послуги, а також оцінити майбутні витрати з переїзду. У своїй роботі мувінгові компанії використовують різноманітний пакувальний матеріал, ремені для перенесення меблів, вантажні автомобілі-меблевози тощо.

## Мувінг в США
Мувінг, як такий, розвинувся в США, й нині є там галуззю сфери послуг з величезним річним обігом. Обсяг робіт у цій сфері має сезонний характер, і переважно сягає піків улітку. Згідно з даними Бюро перепису 40 мільйонів американців переїхали протягом 2000-х.

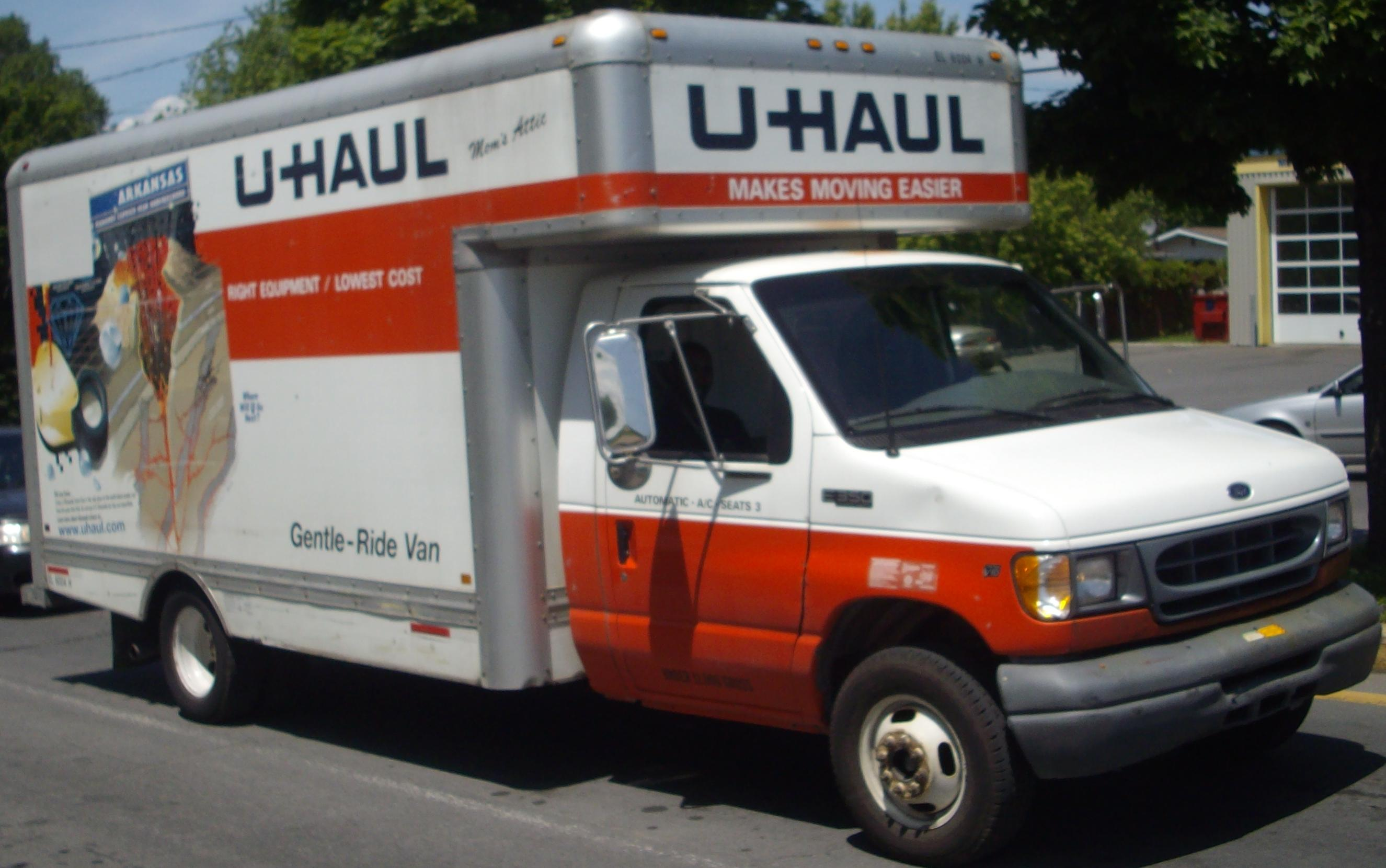
Фургон мувінгової компанії

Американці є досить мобільними: часто змінюють своє місце проживання внаслідок зміни роботи, збільшення або зменшення прибутків, віднайдення дешевшого або комфортнішого житла. Пересічний американець має велику кількість обладнання, меблів та інших речей, відтак мало хто спроможний забрати все своє майно самотужки, тому клієнти звертаються за допомогою до фірм, що спеціалізуються на транспортуванні меблів (мувінгових компаній).
Перелік основних мувінгових компаній США включає: Major Moving Company CAllied Van Lines, Arpin Group, Atlas Van Lines, Interstate Van Lines, Mayflower Transit, National Van Lines, Inc., North American Van Lines, Old Dominion Freight Line, Two Men and a Truck, U-Haul, United Van Lines, Gentle Giant Moving Company.
Вартість послуг з мувінгу хатнього майна в США зазвичай визначається вагою і об'ємом речей, а також відстанню, на які вони перевозяться. Компанії так само пропонують послуги з пакування хатнього начиння й надають їх і пакувальні матеріали за окрему плату. Переїзд (мувінг) в США здійснюється за 2-ма схемами:
1. перевезення «від дверей до дверей», тобто клієнт мувінгової компанії платить за вантажівку і всі супутні послуги;
2. забирання хатнього майна після упакування до регіонального терміналу невеликими фургонами, потім транспортування від одного регіонального терміналу до іншого на вантажівках великої ємності (наприклад, збірні вантажі, разом з майном інших домовласників), нарешті доставка речей на місце призначення здійснюється знову невеликими фургонами.

## Мувінг в Україні
Зі здобуттям незалежності України (1991) в країні почав активно розвиватися приватний сектор перевезень, в тому числі пов'язаний із переїздом квартири, офісу чи будинку. Однак ще в 1990-х роках професійних мувінгових компаній в Україні не існувало.

### Перша мувінгова компанія

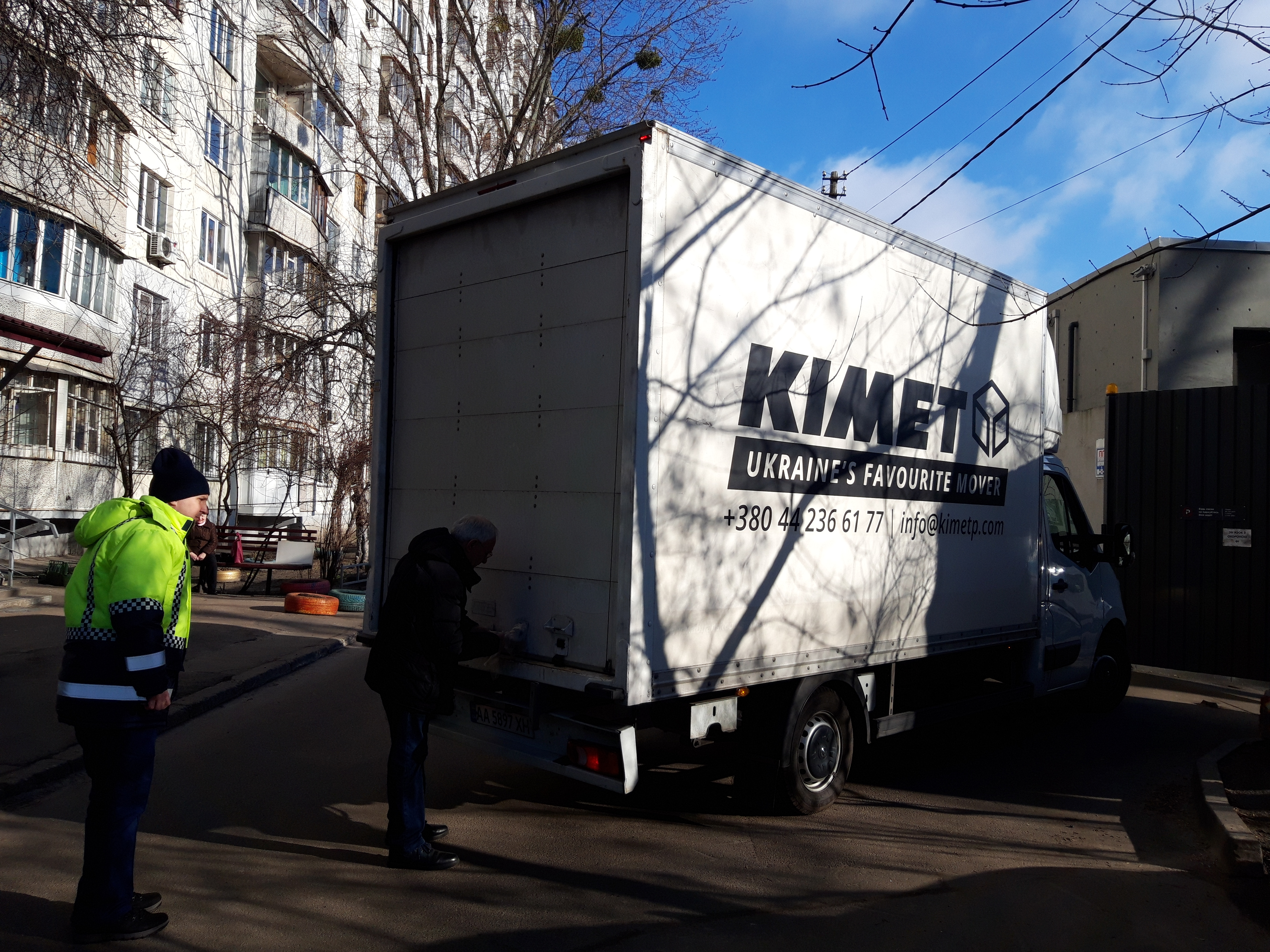
Фургон для мувінгу, Київ

Однією з перших мувінгових компаній в Україні була «Муравєй», згодом перейменована на «Мураху», її створили в Києві 1999 року, компанія надавала послуги вантажників та вантажних автомобілів. Засновники — Ігор Марчук, Ольга Пасякіна, Євген Єщенко та Іван Мигович. 2008 року створено компанію «Комфортний переїзд» в Івано-Франківську, 2013—2014 створені «Мой перевозчик» (Одеса), «Ура! Переїзд» (Львів).